# Cherry (entreprise)
‌
Cherry GmbH (anciennement Cherry Corporation, stylisé CHERRY ) est un fabricant allemand de périphériques informatiques.
Née aux États-Unis, son siège est basé en Allemagne.
Jusqu'en 2008, la compagnie commercialisait une large gamme de produits électroniques, capteurs ou encore équipements automobile.
Après cela, la compagnie fut rachetée par ZF Friedrichshafen AG et renommée ZF Electronics GmbH. La dénomination CHERRY a été conservée uniquement pour ses périphériques d’entrée informatique. Depuis le début de l'année 2016, cette gamme de produits opère de manière indépendante sur le marché sous le nom de Cherry Group.
Après un partenariat de huit ans avec ZF Friedrichshafen AG, Cherry est vendu à GENUI Partners en octobre 2016.

## Histoire

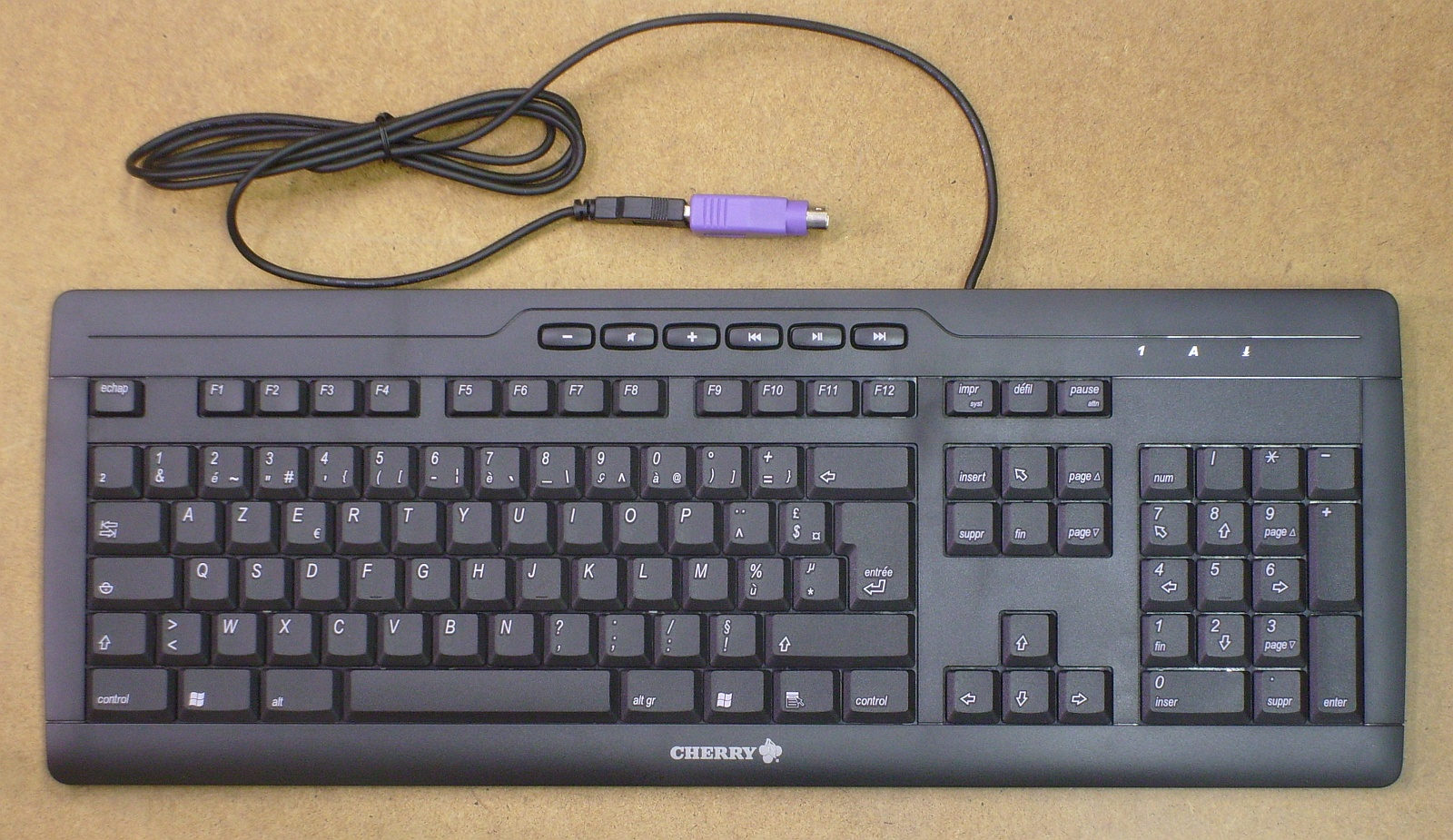
Un clavier produit par Cherry.

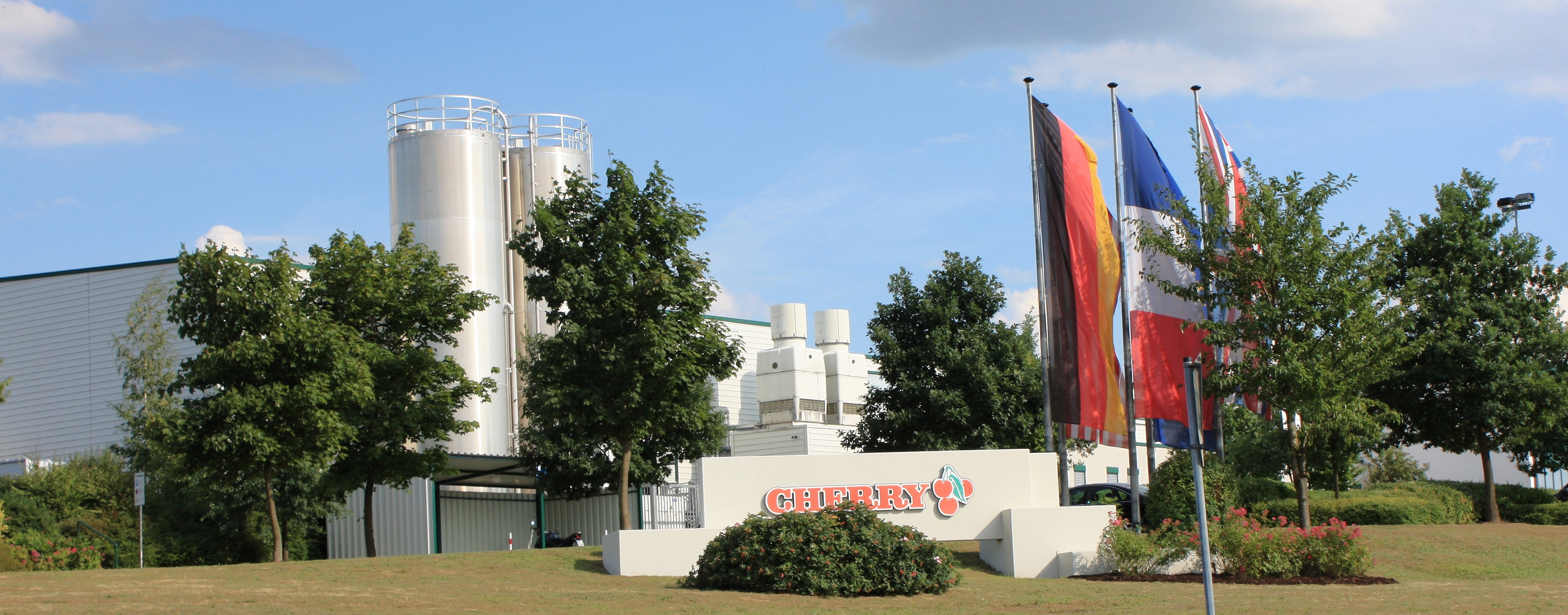
Usine de production à Bayreuth.

Cherry est fondée en 1953 par Walter Cherry à Highland Park, dans l'Illinois, aux États-Unis. L'entreprise produit alors des micro-interrupteurs. Cherry fabrique des claviers depuis 1973 et prétend être le plus ancien fabricant de claviers encore en activité.
En 1979, son siège est transféré à Auerbach in der Oberpfalz en Allemagne, où tous ses produits sont développés. Elle possède également des bureaux au Royaume-Uni, en Italie, en France, à Hong Kong, en Inde, au Mexique, en Australie et ailleurs, et vend ses produits dans la plupart des pays du monde.   
En 2008, Cherry est rachetée par ZF Friedrichshafen AG et incorporée sous le nom de division Corporate de ZF Electronics GmbH. La marque Cherry continue d'être utilisée pour les périphériques informatiques.
Parmi les produits les plus connus de Cherry figurent sa gamme de commutateurs MX et ML, développés en 1983 et utilisés en particulier dans les claviers d'ordinateur haut de gamme.
Cherry fabrique les produits suivants :  
- Claviers
- Souris
- Lecteur de cartes
- Périphériques
- Technologie MIX

## Cherry MX bascule dans les claviers grand public

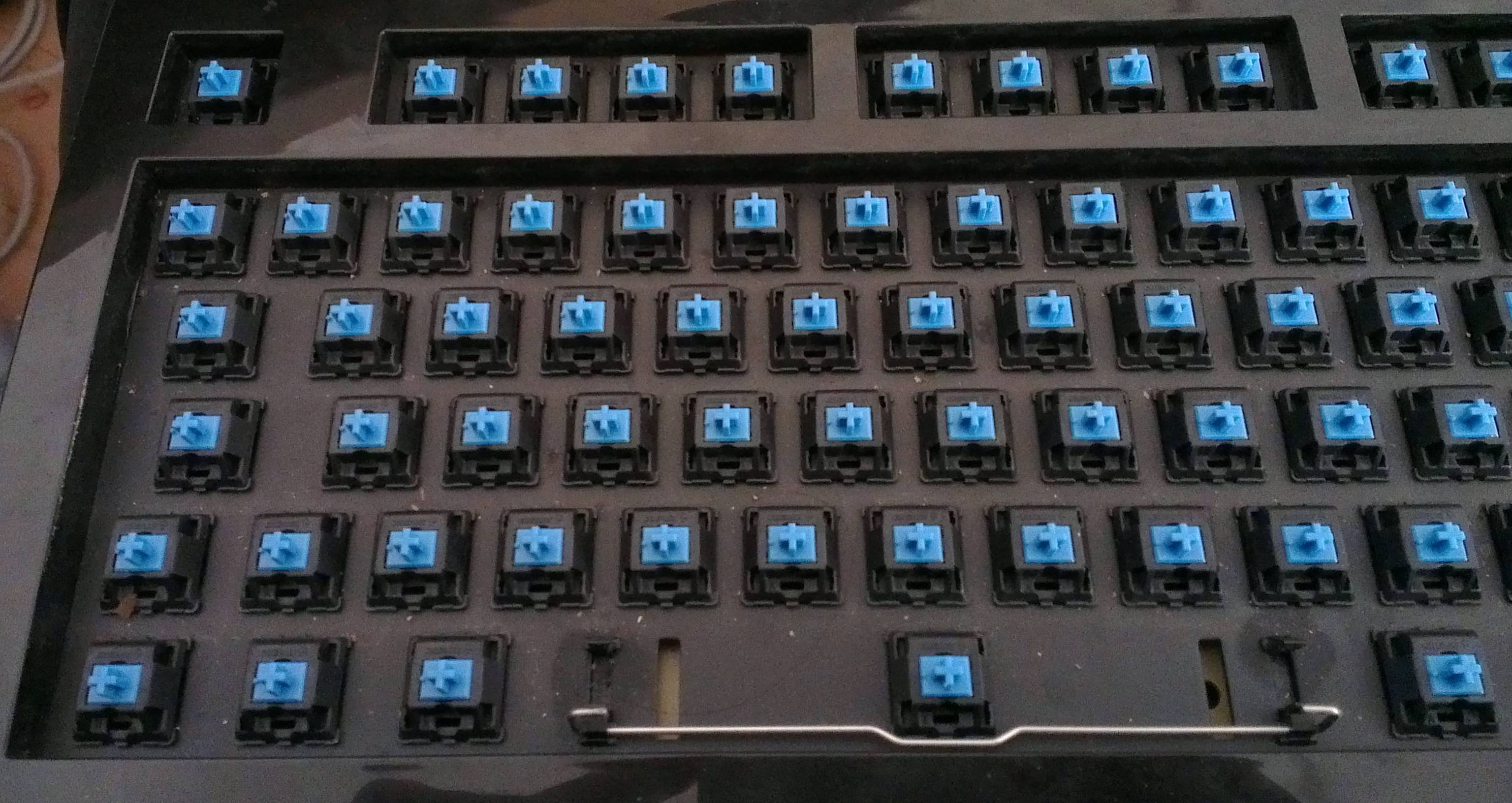
Clavier mécanique, dépouillé de ses touches et équipé de commutateurs Cherry MX bleus.

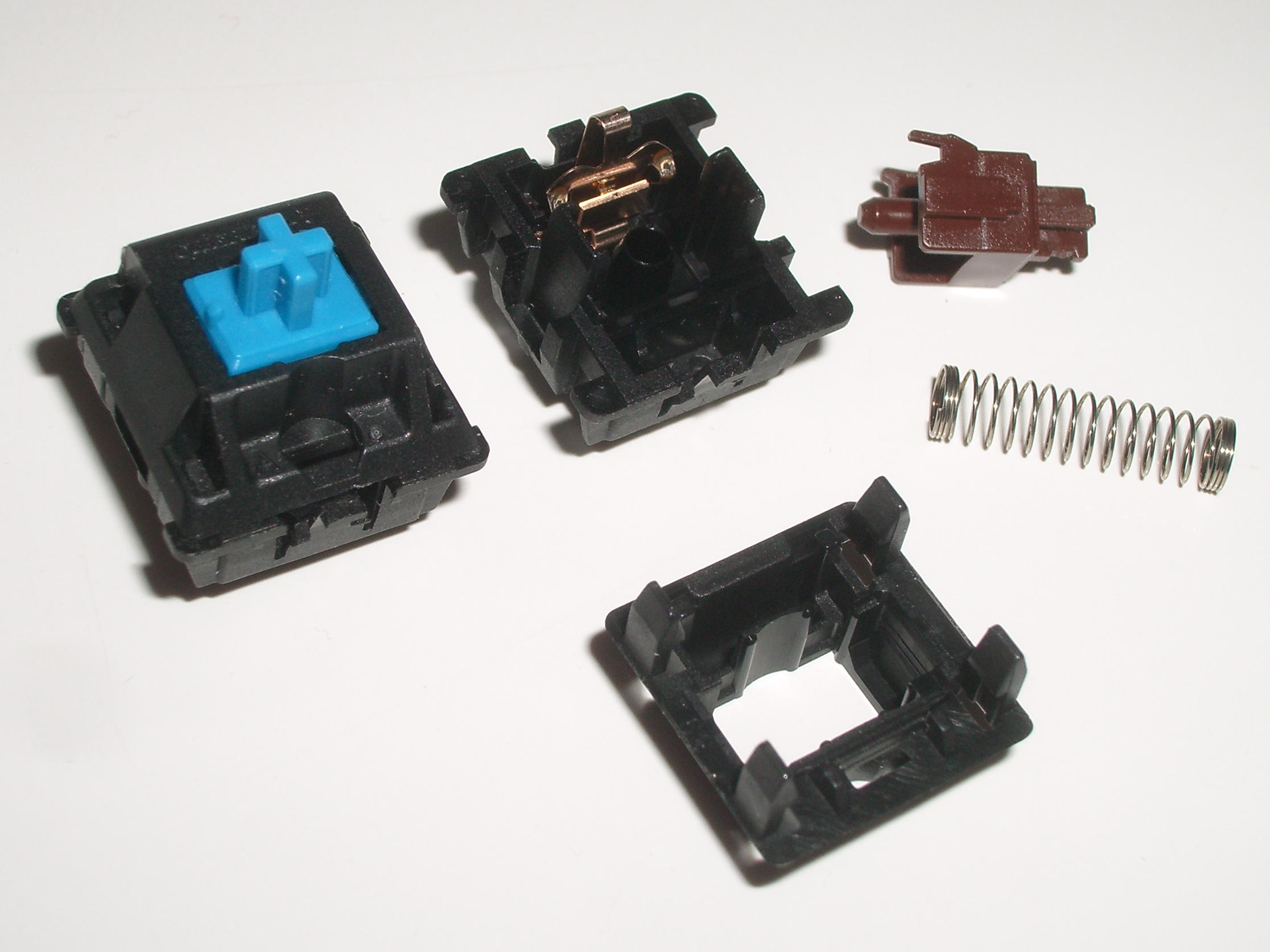
Commutateurs Cherry MX bleu (à gauche) et marron, désassemblé (à droite).

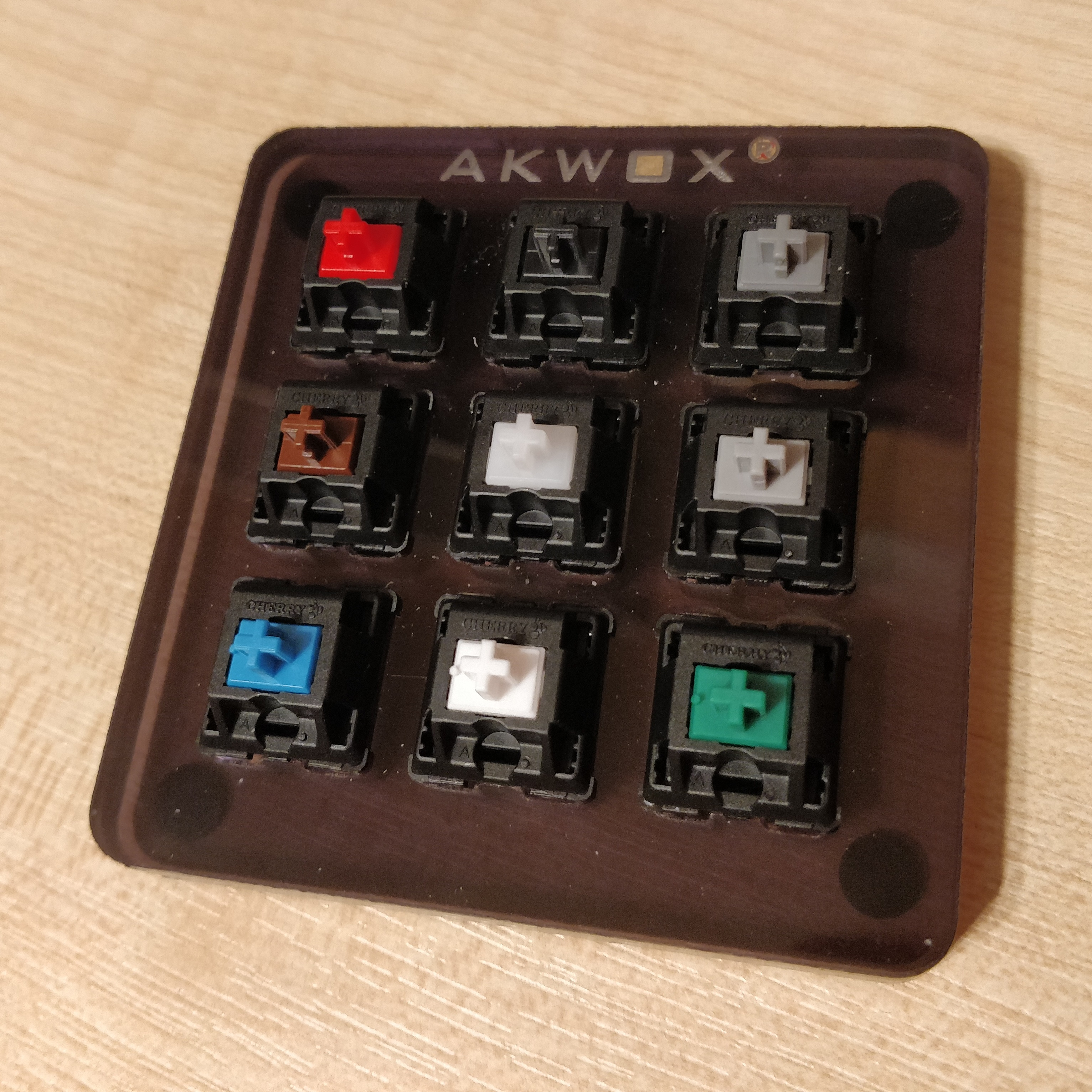
Plaque de test Akwox, munie de neuf commutateurs.

Les commutateurs Cherry MX ont été développés et brevetés à partir de 1983 et ont été commercialisés pour la première fois vers 1985. Utilisés dans les claviers, ils présentent l'avantage d'être beaucoup plus fiables et durables que les commutateurs à membrane. Le retour tactile permet d'arrêter la pression des doigts avant que ceux-ci ne viennent s'écraser contre le fond rigide du clavier et offre ainsi une meilleure expérience dactylographique.
De nos jours, il existe treize variétés de commutateurs, chacun associé à une couleur différente. Chaque commutateur diffère par la raideur du ressort le composant, et par le type de retour (absent, tactile ou bien tactile et sonore). Chaque type de commutateur est conçu pour un usage particulier. Ainsi, les commutateurs linéaires, sans retour tactile, seront préférés par les joueurs de jeux vidéo, alors que ceux à retour tactile seront plutôt destinés aux dactylographes.

## Prix
- Prix d'excellence industrielle du meilleur établissement industriel européen, décerné à Cherry GmbH
- Automotive Lean Production Award, décerné à la société Cherry par le magazine d'économie Allemand Automobil-Produktion en 2006
- Bayerischer Qualitätspreis 2008, au site de Bayreuth[9]

## Logo

Évolution du logo
Logo de 2005 à 2008.
Logo depuis 2012.